# Clinteria setulosa
Clinteria setulosa är en skalbaggsart som beskrevs av Miksic 1977. Clinteria setulosa ingår i släktet Clinteria och familjen Cetoniidae. Inga underarter finns listade i Catalogue of Life.